# 박관열
박관열(朴灌烈, 1957년 11월 25일 ~ )은 대한민국 경기도의회 의원이다.

## 학력
- 강남대학교 경제통상학부 졸업
- 고려대학교 정책대학원 아태지역연구학과 졸업(정치학 석사)

## 경력
- 국민생활체육전국택견연합회 부회장
- 열린우리당 제1기 당원협의회 회장
- 민주당 경기도당 서민복지위원회 정책기획단장
- 더불어민주당 경기도당 광주시 갑 지역위원회 부위원장
- 2018.07 ~ 2022.03: 제10대 경기도의회 의원(초선, 광주시 제2선거구)

## 역대 선거 결과
|  | 12.27% |

|  | 48.29% |

|  | 46.65% |

|  | 63.85% |